# Sainte-Colombe (Charente)
Sainte-Colombe ist eine ehemalige französische Gemeinde mit 198 Einwohnern (Stand 1. Januar 2017) im Département Charente in der Region Nouvelle-Aquitaine. Benannt ist der Ort nach der heiligen Kolumba von Sens.
Mit Wirkung vom 1. Januar 2018 wurden die früher selbstständigen Gemeinden Saint-Angeau, Sainte-Colombe und Saint-Amant-de-Bonnieure zur Commune nouvelle Val-de-Bonnieure zusammengelegt und haben in der neuen Gemeinde den Status einer Commune déléguée. Der Verwaltungssitz befindet sich im Ort Saint-Angeau.

## Lage
Sainte-Colombe liegt etwa 110 Meter ü. d. M. und rund 32 Kilometer (Fahrtstrecke) nordöstlich von Angoulême bzw. etwa 14 Kilometer nordwestlich von La Rochefoucauld. Die Nachbarorte Saint-Angeau (3,5 Kilometer nordwestlich) und Agris (8 Kilometer südlich) sind ebenfalls sehenswert.

## Bevölkerungsentwicklung
| Jahr                      | 1968 | 1975 | 1982 | 1990 | 1999 | 2007 | 2015 |
| Einwohner                 | 282  | 217  | 195  | 174  | 176  | 185  | 188  |
| Quelle: Cassini und INSEE |      |      |      |      |      |      |      |

Bei der ersten Volkszählung in Frankreich im Jahre 1793 hatte der Ort 445 Einwohner; danach stieg die Einwohnerzahl zeitweise auf über 500 an. Um das Jahr 1900 waren es noch 400 Einwohner.

## Wirtschaft
Sainte-Colombe lebt im Wesentlichen von der Landwirtschaft und vom Weinbau. Seit den 1970er Jahren ist die Vermietung von Ferienwohnungen (gîtes) als wichtige Einnahmequelle des Ortes hinzugekommen.

## Geschichte
Über die Geschichte von Sainte-Colombe liegen kaum Informationen vor. Zwei Römerstraßen – die Via Agrippa von Saintes (Mediolanum Santonum) nach Clermont (Augustonemetum) oder nach Lyon (Lugdunum) und eine weitere Straße, die Angoulême (Ecolisma) und Bourges (Avaricum) verband – führten unweit des Ortes vorbei. Wie die romanische Kirche beweist, war der Ort seit dem Mittelalter besiedelt.

## Sehenswürdigkeiten

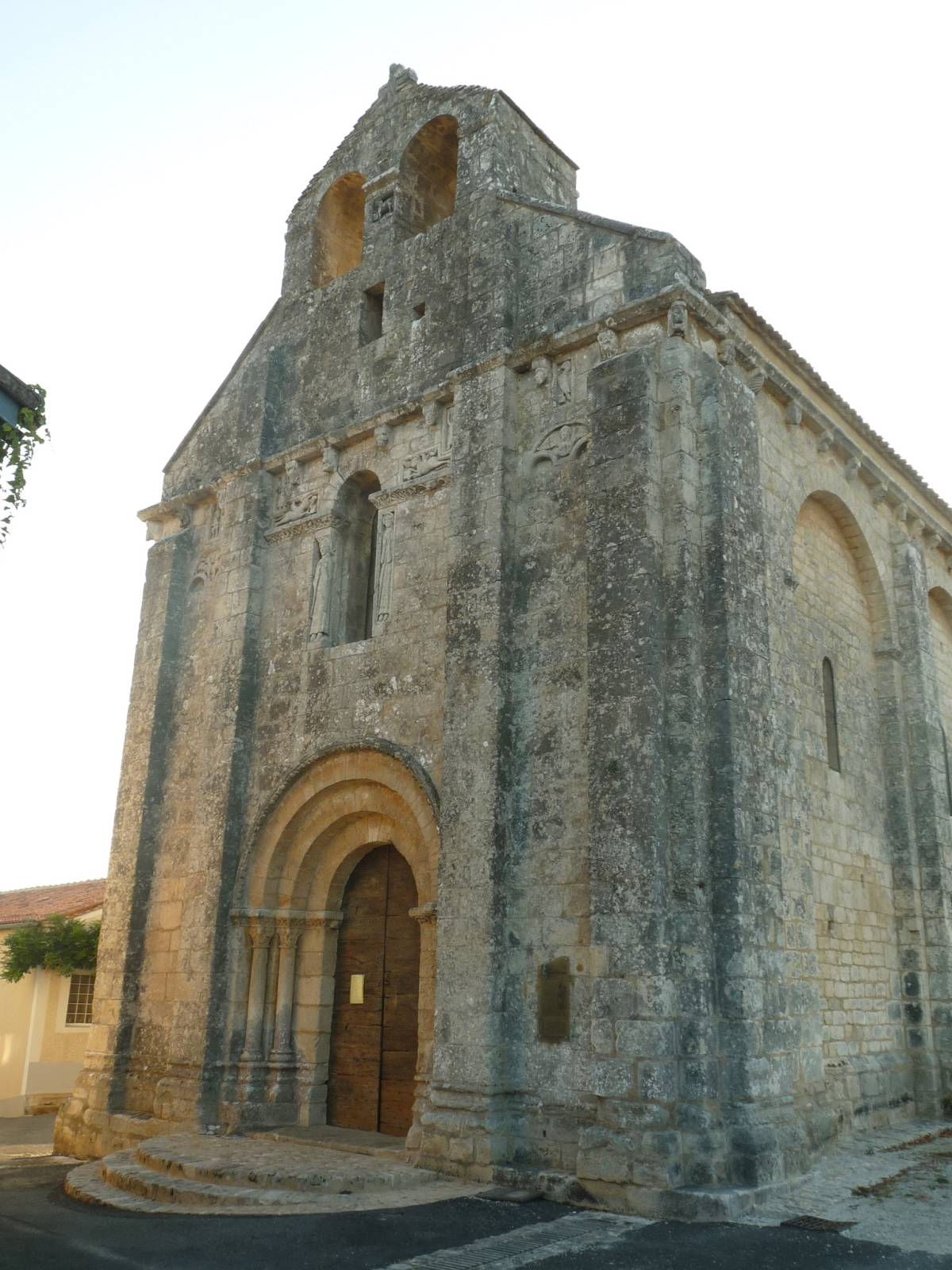
Kirche Sainte-Colombe

- Die einschiffige romanische Kirche Sainte-Colombe ist der Hl. Kolumba von Sens geweiht – einer im Mittelalter in Westeuropa recht populären Heiligen. Der Kirchenbau entstammt hauptsächlich dem späten 12. Jahrhundert und gehört zu den schönsten in der Charente: Die ersten vier Joche der Außenwand des Kirchenschiffs sind aus gut behauenen Steinen errichtet und durch hohe Blendarkaden mit kleinen Fensteröffnungen gegliedert. Am östlichen Joch jedoch fehlt dieses Gliederungselement: die Außenwand ist ungegliedert – ebenso wie die der Apsis; dies weist – zusammen mit dem deutlich schlechter behauenen Steinmaterial – auf eine frühere Bauzeit der Ostpartie der Kirche hin. Die Westfassade ist durch vier Strebepfeiler und ein mehrfach gestuftes Archivoltenportal vergleichsweise reich gegliedert; im oberen Teil ist figürlicher Bauschmuck (Evangelistensymbole etc.) erkennbar – im Westfenster werden sogar die eingestellten Säulen durch zwei stark überlängte Figuren der Hl. Kolumba und des Hl. Petrus (oder des Hl. Augustinus, des Begleiters der Hl. Kolumba) ersetzt. Darüber umzieht ein figürlicher Konsolenfries (eine Konsole zeigt einen Penis) sowohl die Fassade als auch die ersten vier Joche des Kirchenbaus; die Westfassade endet in einem zweibogigen Glockengiebel. Der Kirchenbau wurde im Jahr 1973 in die Liste der Monuments historiques[2] aufgenommen.
- Vom Château de Sainte-Colombe ist nur ein mächtiger viereckiger Turm erhalten, der von einem kleinen Rundturm mit einer innenliegenden Wendeltreppe (vis) begleitet wird. Der Turm schließt nach oben ab mit umlaufenden Maschikulis und einer – ehemals wohl nicht überdachten – Brüstungsplattform.